# Kostel svatého Bartoloměje (Kunětice)
Kostel svatého Bartoloměje nalézající se v obci Kunětice v okrese Pardubice je původně románský kostel, postavený zřejmě již v 11. století, později byl goticky přestavěn. Kostel je spolu s celým areálem přilehlé fary chráněn jako kulturní památka. Národní památkový ústav tento kostel uvádí v katalogu památek pod rejstříkovým číslem 44900/6-2129.

## Historie kostela
Starý farní kostel sv. Bartoloměje měl již roku 1350 svého duchovního správce. Dne 20. prosince 1376 opatřil rytíř Střízek z Koloděj prostřednictvím rytíře Střízka ze Skalice 2 a 1/2 kopy činže pro kostel v Kuněticích v přítomnosti duchovního svého bratra Mikuláše z kláštera opatovického podle erekčních knih. Plebán Kunětický uváděl plebána v Milovicích podle konfirmačních knih. Roku 1590 byla fara obsluhována z Hradce Králové k ruce děkana pardubického za třetinu příjmů. Fara zanikla asi za husitských válek, poněvadž roku 1615 a 1654 se uvádí jako filiální do Sezemic. Farní budova byla pak proměněna v selský statek.
Podle relace z roku 1677 měl kostel dva stříbrné kalichy, jeden cínový, mosaznou monstranci, dva staré svícny, dřevěnou křtitelnici, kamennou kazatelnu a tři zvony.
Roku 1785 byl zde znovu ustanoven duchovní správce pod patronátem náboženského fondu, a roku 1856 byla lokálie povýšena na faru. Nynější farní budova, stojící hned u kostela, je z počátku 19. století, matriky jsou z roku 1785, památní kniha z roku 1836.

## Popis kostela
Kostel svatého Bartoloměje je orientovaný, jednolodní, kamenný, postavený ve slohu gotickém. Loď má délku 9,70 m a šířku 9,10 m, má síťovanou gotickou klenbu, jejíž žebroví spočívá na jediném sloupu uprostřed a upomíná na palácový přízemní sál na hradě Kunětická hora a na kapli sv. Tří králů na pardubickém zámku. Patrně pocházejí od téhož stavitele z období Viléma II. z Pernštejna. Do lodi vedou dvě copová okna. Presbytář tvoří nepravidelný pětistěn, dloubý 9,23 m a široký 5,65 m, mající tři gotická okna s krásnými gotickými kružbami.
Sakristie po levé straně kostela má znaky románské a byla původním kostelem. Podle relace z roku 1677 byly v ní ještě slouženy mše. Je 7 m dlouhá a 3,50 m široká. Má valenou klenbu. Jediné okno je úzké, čtyřhranné, hluboko zapuštěné a opatřené silnou, železem pobitou okenicí. Dveře silně železem pobité jsou na pole rozdělené a ozdobené železnými hlavicemi. Jsou 1,90 m vysoké a 0,90 m široké.
Kostel má předsíň 5,70 m dlouhou a 3,50 m širokou. Na levé straně presbytáře je gotický sanktuář, 2 m vysoký a 0,84 m široký, s tepanou mříží.

## Vybavení kostela
Hlavní oltář je novodobý z 19. století. Jeho tumba je dřevěná, prostá. Na straně evangelia je novodobá kazatelna, ozdobená na poprsníku obrazy sv. Tomáše Akvinského, sv. Augustina, Řehoře a Jeronýma.
V lodi jsou dva novodobé postranní dřevěné oltáře s obrazy na plátně malovanými a sice: Početí Panny Marie a sv. Josefa, 2,10 m vysoké a 1,10 m široké, malované Františkem Müllerem z Chrudimi roku 1897.
Náhrobní kameny mají poločitelné nápisy:
- 1,10 m vysoký a 0,63 m široký má nápis: „urozený a stateczny rytirz Pan Girzi" s erbem s břevnem pošikem,
- Vzadu v kostele, 1,10 m vysoký a 0,63 m široký má nápis „Letha Panie 1555 urozená panna Salomena, dcera stateczneho a urozeného Rytirze Pana Birkmana.

V kostele je dřevěná křížová cesta zhotovená v Tyrolsku roku 1896 jako dřevořezba.
U kříže před kostelem je kámen s krucifixem, vzatý z podlahy kostela u hlavního oltáře, 1,50 m vysoký a 0,85 m široký.
Ze starých fresek z doby Karla IV. se zachovaly jen dvě v lodi a sice vlevo sv. Uršuly, 2,10 m vysoká a 1,20 m široká a vpravo sv. Barbory plující s pannami po Rýně, 1,40 m vysoká a 1 m široká. V presbytáři je zbytek fresky „Vzkříšení Páně", 0,90 m vysoký a 0,90 m široký. Zničené fresky představovaly Umučení sv. Bartoloměje.
Nad hlavním vchodem je kamenná věž, s jedním vchodem a jehlancovitou střechou, v níž visí dva zvony z roku 1924.

## Galerie

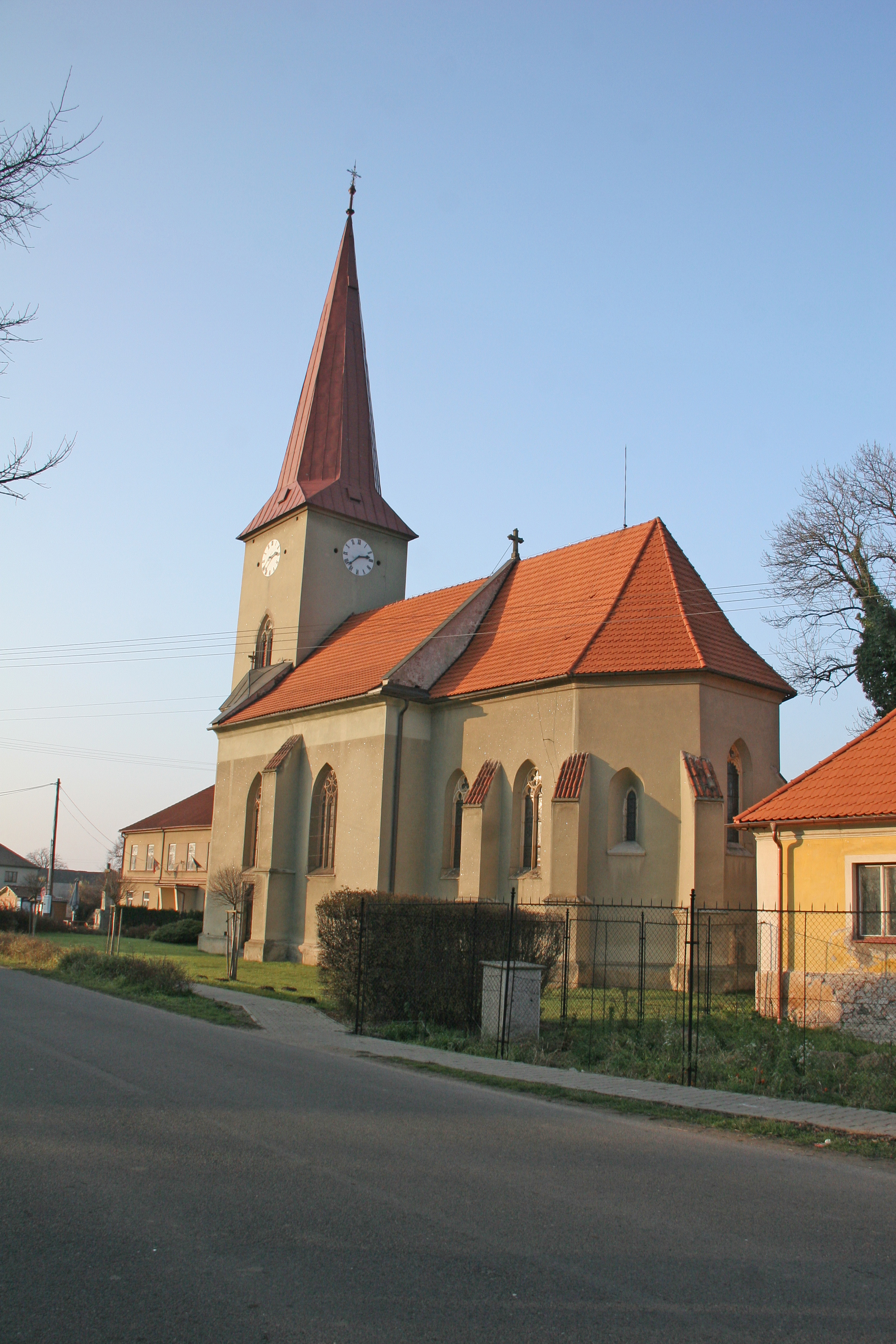
Kostel sv. Bartoloměje v Kuněticích
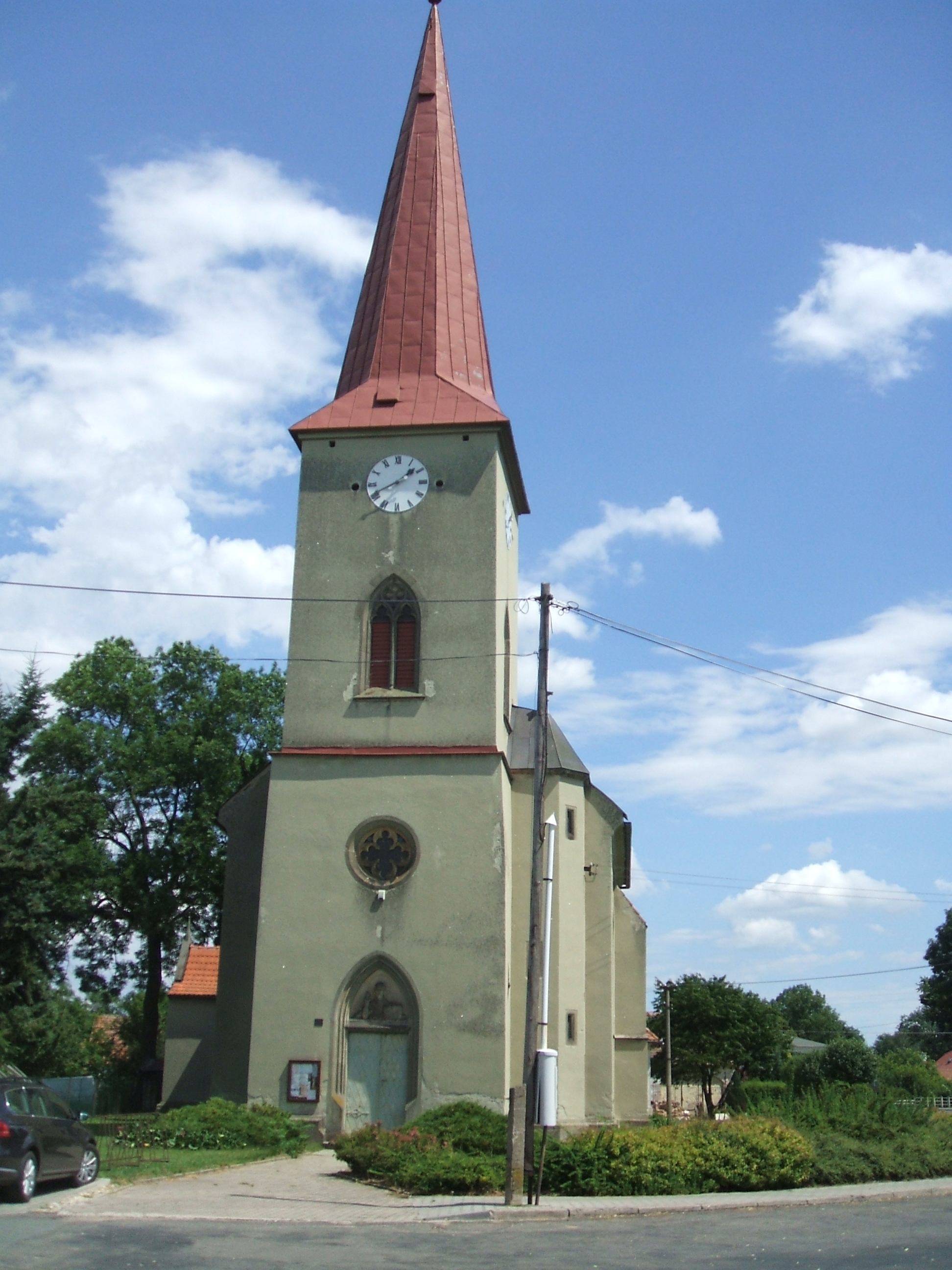
Kostel sv. Bartoloměje v Kuněticích
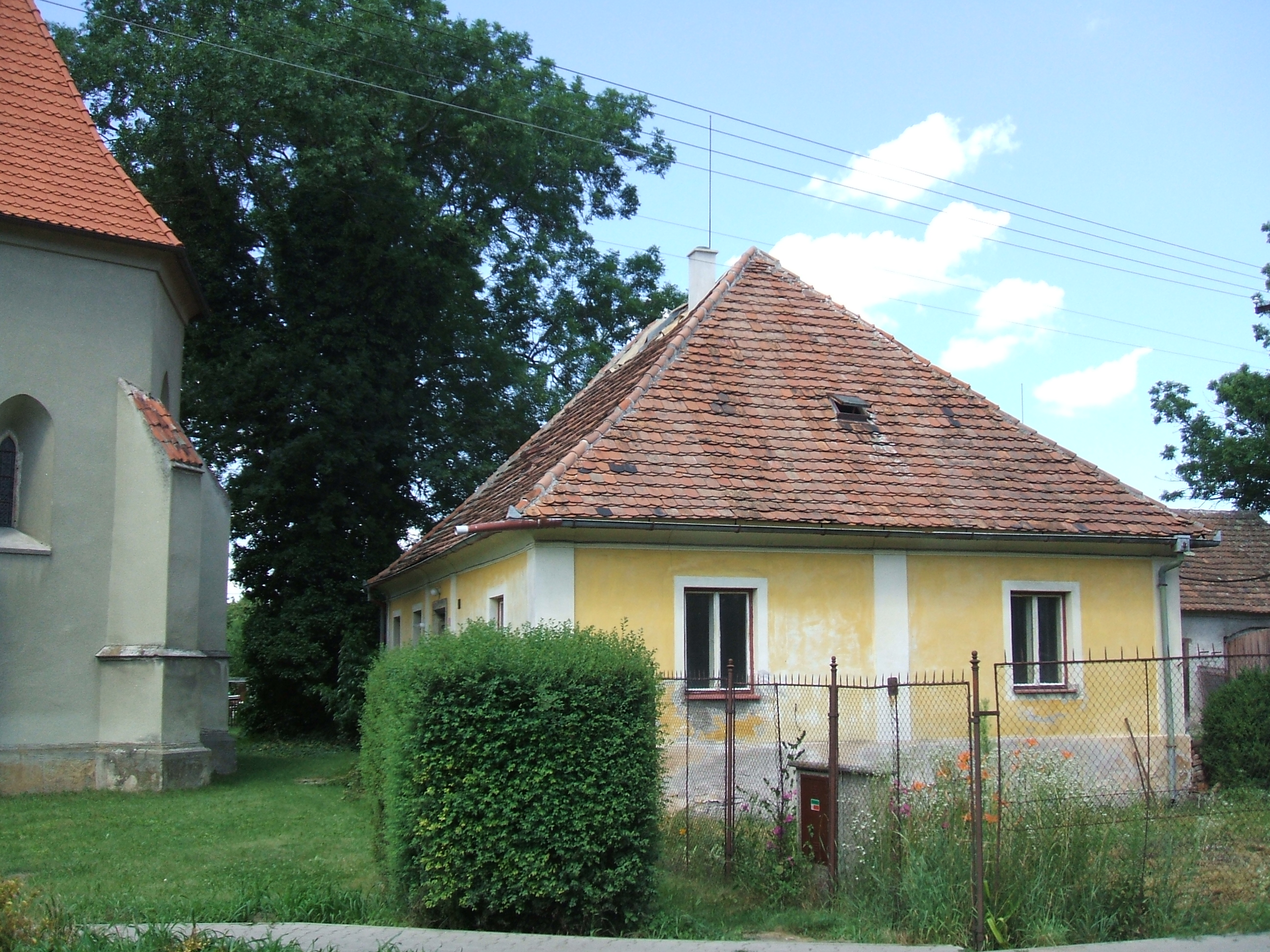
Kostel sv. Bartoloměje s farou v Kuněticích